# Hedysarum ucrainicum
Hedysarum ucrainicum är en ärtväxtart som beskrevs av Kaschm. Hedysarum ucrainicum ingår i släktet buskväpplingar, och familjen ärtväxter. Inga underarter finns listade i Catalogue of Life.